# Lista odcinków serialu Chłopaki z baraków
Poniżej znajduje się lista odcinków kanadyjskiego serialu telewizyjnego mockumentary Chłopaki z baraków emitowanego przez kanadyjską stację telewizyjną Showcase od 22 kwietnia 2001 roku do 10 czerwca 2007 roku. Od 5 września 2014 roku emitowany jest na amerykańskiej platformie internetowej Netflix.
W Polsce serial emitowany był na kanale Comedy Central od 12 marca 2007 roku.

## Przegląd serii
| Sezon | Sezon | Odcinki    | Oryginalna emisja | Oryginalna emisja | Oryginalna emisja | Oryginalna emisja   |
| Sezon | Sezon | Odcinki    | Premiera sezonu   | Finał sezonu      | Premiera sezonu   | Finał sezonu        |
| ----- | ----- | ---------- | ----------------- | ----------------- | ----------------- | ------------------- |
|       | 1     | 1–6 (6)    | 22 kwietnia 2001  | 27 maja 2001      | 12 marca 2007     | 21 marca 2007       |
|       | 2     | 7–13 (7)   | 23 czerwca 2002   | 4 sierpnia 2002   | 26 marca 2007     | 9 kwietnia 2007     |
|       | 3     | 14–21 (8)  | 20 kwietnia 2003  | 8 czerwca 2003    | 10 kwietnia 2007  | 25 kwietnia 2007    |
|       | 4     | 22–29 (8)  | 11 kwietnia 2004  | 30 maja 2004      | 30 kwietnia 2007  | 15 maja 2007        |
|       | 5     | 30–39 (10) | 17 kwietnia 2005  | 19 czerwca 2005   | 16 maja 2007      | 6 czerwca 2007      |
|       | 6     | 40–45 (6)  | 16 kwietnia 2006  | 21 maja 2006      | 11 czerwca 2007   | 20 czerwca 2007     |
|       | 7     | 46–55 (10) | 8 kwietnia 2007   | 10 czerwca 2007   | 13 września 2007  | 4 października 2007 |
|       | 8     | 56–65 (10) | 5 września 2014   | 5 września 2014   | 5 września 2014   | 5 września 2014     |
|       | 9     | 66–75 (10) | 27 marca 2015     | 27 marca 2015     | 27 marca 2015     | 27 marca 2015       |

## Sezon 1 (2001)
| Nr | # | Tytuł | Reżyseria        | Scenariusz                                                    | Premiera         | Premiera      |
| -- | - | --- | ---------------- | ------------------------------------------------------------- | ---------------- | ------------- |
| 1  | 1 | Schowaj ten pistolecik i jazda z dzielnicy Take Your Little Gun and Get Out of My Trailer Park                             | Mike Clattenburg | Mike Clattenburg, John Paul Tremblay, Robb Wells, Barrie Dunn | 22 kwietnia 2001 | 12 marca 2007 |
| 2  | 2 | Olej szkołę, nawalimy się i wciągniemy paluszki z kurczaka Fuck Community College, Let's Get Drunk and Eat Chicken Fingers | Mike Clattenburg | Mike Clattenburg, John Paul Tremblay, Robb Wells, Barrie Dunn | 29 kwietnia 2001 | 13 marca 2007 |
| 3  | 3 | Lahey ma moją kasetę porno! Mr. Lahey's Got My Porno Tape!                                                                 | Mike Clattenburg | Mike Clattenburg, John Paul Tremblay, Robb Wells, Barrie Dunn | 6 maja 2001      | 14 marca 2007 |
| 4  | 4 | Pies pani Peterson się naćpał Mrs. Peterson's Dog Gets Fucked Up                                                           | Mike Clattenburg | Mike Clattenburg, John Paul Tremblay, Robb Wells, Barrie Dunn | 13 maja 2001     | 19 marca 2007 |
| 5  | 5 | Nie jestem gejem, kocham Lucy... Zaraz a może jestem gejem? I'm Not Gay, I Love Lucy... Wait a Second, Maybe I am Gay      | Mike Clattenburg | Mike Clattenburg, John Paul Tremblay, Robb Wells, Barrie Dunn | 20 maja 2001     | 20 marca 2007 |
| 6  | 6 | Kto do cholery zaprosił tych palantów na mój ślub? Who the Fuck Invited These Idiots to My Wedding?                        | Mike Clattenburg | Mike Clattenburg, John Paul Tremblay, Robb Wells, Barrie Dunn | 27 maja 2001     | 21 marca 2007 |

## Sezon 2 (2002)
| Nr | # | Tytuł                                                                                            | Reżyseria        | Scenariusz                                                    | Premiera        | Premiera        |
| -- | - | ------------------------------------------------------------------------------------------------ | ---------------- | ------------------------------------------------------------- | --------------- | --------------- |
| 7  | 1 | O w mordę! Co się stało z moją dzielnicą? What in the Fuck Happened to Our Trailer Park?         | Mike Clattenburg | Mike Clattenburg, John Paul Tremblay, Robb Wells, Barrie Dunn | 23 czerwca 2002 | 26 marca 2007   |
| 8  | 2 | Jim Lahey to pijak i świnia Jim Lahey Is a Drunk Bastard                                         | Mike Clattenburg | Mike Clattenburg, John Paul Tremblay, Robb Wells, Barrie Dunn | 30 czerwca 2002 | 27 marca 2007   |
| 9  | 3 | Psy i koty bywają mądrzejsze niż Cory i Trevor! I've Met Cats & Dogs Smarter Than Trevor & Cory! | Mike Clattenburg | Mike Clattenburg, John Paul Tremblay, Robb Wells, Barrie Dunn | 7 lipca 2002    | 28 marca 2007   |
| 10 | 4 | Buda z grasem to nie miejsce dla Kici! A Dope Trailer Is No Place for a Kitty!                   | Mike Clattenburg | Mike Clattenburg, John Paul Tremblay, Robb Wells, Barrie Dunn | 14 lipca 2002   | 2 kwietnia 2007 |
| 11 | 5 | Frajer z Biblią The Bible Pimp                                                                   | Mike Clattenburg | Mike Clattenburg, John Paul Tremblay, Robb Wells, Barrie Dunn | 21 lipca 2002   | 3 kwietnia 2007 |
| 12 | 6 | Nigdy nie ufaj facetowi bez koszulki Never Trust a Man with No Shirt On                          | Mike Clattenburg | Mike Clattenburg, John Paul Tremblay, Robb Wells, Barrie Dunn | 28 lipca 2002   | 4 kwietnia 2007 |
| 13 | 7 | Jurny wiedźmin The Bare Pimp Project                                                             | Mike Clattenburg | Mike Clattenburg, John Paul Tremblay, Robb Wells, Barrie Dunn | 4 sierpnia 2002 | 9 kwietnia 2007 |

## Sezon 3 (2003)
| Nr | # | Tytuł                                                                                            | Reżyseria        | Scenariusz                                                                      | Premiera         | Premiera         |
| -- | - | ------------------------------------------------------------------------------------------------ | ---------------- | ------------------------------------------------------------------------------- | ---------------- | ---------------- |
| 14 | 1 | Pocałunek wolności The Kiss of Freedom                                                           | Mike Clattenburg | Mike Clattenburg, John Paul Tremblay, Robb Wells, Jackie Torrens                | 20 kwietnia 2003 | 10 kwietnia 2007 |
| 15 | 2 | Czasowy zastępca asystenta strażnika parkingu Temporary Relief Assistant Trailer Park Supervisor | Mike Clattenburg | Mike Clattenburg, John Paul Tremblay, Robb Wells, Jackie Torrens, Michael Volpe | 27 kwietnia 2003 | 11 kwietnia 2007 |
| 16 | 3 | Jak mi nie dacie palić i klnąć mam przesrane If I Can't Smoke & Swear, I'm Fucked                | Mike Clattenburg | Mike Clattenburg, John Paul Tremblay, Robb Wells, Jackie Torrens                | 4 maja 2003      | 16 kwietnia 2007 |
| 17 | 4 | Kto jest prze królem mikrofonu? Who's the Microphone Assassin?                                   | Mike Clattenburg | Mike Clattenburg, John Paul Tremblay, Robb Wells, Jackie Torrens                | 11 maja 2003     | 17 kwietnia 2007 |
| 18 | 5 | Najbliżsi sercu Closer to the Heart                                                              | Mike Clattenburg | Mike Clattenburg, John Paul Tremblay, Robb Wells, Jackie Torrens                | 18 maja 2003     | 18 kwietnia 2007 |
| 19 | 6 | Gdzie jest grill Randy`ego? Where in the Fuck Is Randy's Barbeque?                               | Mike Clattenburg | Mike Clattenburg, John Paul Tremblay, Robb Wells, Jackie Torrens                | 25 maja 2003     | 23 kwietnia 2007 |
| 20 | 7 | Złudzenia oficera Jima Lahey`a The Delusions of Officer Jim Lahey                                | Mike Clattenburg | Mike Clattenburg, John Paul Tremblay, Robb Wells, Jackie Torrens                | 1 czerwca 2003   | 24 kwietnia 2007 |
| 21 | 8 | Lampart nigdy się nie pozbędzie cętek z gówna A Shit Leopard Can't Change its Spots              | Mike Clattenburg | Mike Clattenburg, John Paul Tremblay, Robb Wells, Jackie Torrens, Barrie Dunn   | 8 czerwca 2003   | 25 kwietnia 2007 |

## Sezon 4 (2004)
| Nr | # | Tytuł                                                                 | Reżyseria        | Scenariusz                                                                 | Premiera         | Premiera         |
| -- | - | --------------------------------------------------------------------- | ---------------- | -------------------------------------------------------------------------- | ---------------- | ---------------- |
| 22 | 1 | Nie wołaj wilk jak gówno masz Never Cry Shitwolf                      | Mike Clattenburg | Mike Clattenburg, John Paul Tremblay, Robb Wells, Mike Smith               | 11 kwietnia 2004 | 30 kwietnia 2007 |
| 23 | 2 | Człowiek musi jeść A Man's Gotta Eat                                  | Mike Clattenburg | Mike Clattenburg, John Paul Tremblay, Robb Wells, Mike Smith, Iain MacLeod | 18 kwietnia 2004 | 1 maja 2007      |
| 24 | 3 | Smarowanko i bzykanko Rub 'n Tiz'zug                                  | Mike Clattenburg | Mike Clattenburg, John Paul Tremblay, Robb Wells, Mike Smith               | 25 kwietnia 2004 | 2 maja 2007      |
| 25 | 4 | Zielony skurwiel The Green Bastard                                    | Mike Clattenburg | Mike Clattenburg, John Paul Tremblay, Robb Wells, Mike Smith               | 2 maja 2004      | 7 maja 2007      |
| 26 | 5 | Conky                                                                 | Mike Clattenburg | Mike Clattenburg, John Paul Tremblay, Robb Wells, Mike Smith               | 9 maja 2004      | 8 maja 2007      |
| 27 | 6 | Jeśli coś kochasz pozwól mu odejść If You Love Something, Set it Free | Mike Clattenburg | Mike Clattenburg, John Paul Tremblay, Robb Wells, Mike Smith               | 16 maja 2004     | 9 maja 2007      |
| 28 | 7 | Propan - butan Propane, Propane                                       | Mike Clattenburg | Mike Clattenburg, John Paul Tremblay, Robb Wells, Mike Smith               | 23 maja 2004     | 14 maja 2007     |
| 29 | 8 | Murzyn zgina kark Working Man                                         | Mike Clattenburg | Mike Clattenburg, John Paul Tremblay, Robb Wells, Mike Smith               | 30 maja 2004     | 15 maja 2007     |

## Sezon 5 (2005)
| Nr | #  | Tytuł                                                                                       | Reżyseria        | Scenariusz                                                                                   | Premiera         | Premiera       |
| -- | -- | ------------------------------------------------------------------------------------------- | ---------------- | -------------------------------------------------------------------------------------------- | ---------------- | -------------- |
| 30 | 1  | Dajmy szansę pokojowi Give Peace a Chance                                                   | Mike Clattenburg | Mike Clattenburg, John Paul Tremblay, Robb Wells, Mike Smith, Jonathan Torrens               | 17 kwietnia 2005 | 16 maja 2007   |
| 31 | 2  | Gówniane marionetki The Shit Puppets                                                        | Mike Clattenburg | Mike Clattenburg, John Paul Tremblay, Robb Wells, Mike Smith, Jonathan Torrens               | 24 kwietnia 2005 | 21 maja 2007   |
| 32 | 3  | Tak to kurna bywa The Fuckin' Way She Goes                                                  | Mike Clattenburg | Mike Clattenburg, John Paul Tremblay, Robb Wells, Mike Smith, Jonathan Torrens               | 1 maja 2005      | 22 maja 2007   |
| 33 | 4  | Pretensje możesz mieć do tego z góry You Got to Blame the Thing Up Here                     | Mike Clattenburg | Mike Clattenburg, John Paul Tremblay, Robb Wells, Mike Smith, Jonathan Torrens               | 8 maja 2005      | 23 maja 2007   |
| 34 | 5  | Jim Lahey to chlor i nic tego nie zmieni Jim Lahey Is a Fuckin' Drunk and He Always Will Be | Mike Clattenburg | Mike Clattenburg, John Paul Tremblay, Robb Wells, Mike Smith, Jonathan Torrens, Iain MacLeod | 15 maja 2005     | 28 maja 2007   |
| 35 | 6  | Nie wdeptuj w cudze gówno Don't Cross the Shitline                                          | Mike Clattenburg | Mike Clattenburg, John Paul Tremblay, Robb Wells, Mike Smith, Jonathan Torrens, Iain MacLeod | 22 maja 2005     | 29 maja 2007   |
| 36 | 7  | Gównowiatry The Winds of Shit                                                               | Mike Clattenburg | Mike Clattenburg, John Paul Tremblay, Robb Wells, Mike Smith, Jonathan Torrens               | 29 maja 2005     | 30 maja 2007   |
| 37 | 8  | W zajebiście ostrym sosie Dressed All Over & Zesty Mordant                                  | Mike Clattenburg | Mike Clattenburg, John Paul Tremblay, Robb Wells, Mike Smith, Jonathan Torrens               | 5 czerwca 2005   | 4 czerwca 2007 |
| 38 | 9  | Ja jestem wódką I am the Liquor                                                             | Mike Clattenburg | Mike Clattenburg, John Paul Tremblay, Robb Wells, Mike Smith, Jonathan Torrens, Iain MacLeod | 12 czerwca 2005  | 5 czerwca 2007 |
| 39 | 10 | Nawałnica gówna The Shit Blizzard                                                           | Mike Clattenburg | Mike Clattenburg, John Paul Tremblay, Robb Wells, Mike Smith, Jonathan Torrens               | 19 czerwca 2005  | 6 czerwca 2007 |

## Sezon 6 (2006)
| Nr | # | Tytuł                                                                    | Reżyseria        | Scenariusz                                                                                   | Premiera         | Premiera        |
| -- | - | ------------------------------------------------------------------------ | ---------------- | -------------------------------------------------------------------------------------------- | ---------------- | --------------- |
| 40 | 1 | W trasie Way of the Road                                                 | Mike Clattenburg | Mike Clattenburg, John Paul Tremblay, Robb Wells, Mike Smith, Jonathan Torrens, Iain MacLeod | 16 kwietnia 2006 | 11 czerwca 2007 |
| 41 | 2 | Cheeseburgerowy piknik The Cheeseburger Picnic                           | Mike Clattenburg | Mike Clattenburg, John Paul Tremblay, Robb Wells, Mike Smith, Jonathan Torrens, Iain MacLeod | 23 kwietnia 2006 | 12 czerwca 2007 |
| 42 | 3 | Najnowsza generacja bidonów na siki High Definition Piss Jugs            | Mike Clattenburg | Mike Clattenburg, John Paul Tremblay, Robb Wells, Mike Smith, Jonathan Torrens, Iain MacLeod | 30 kwietnia 2006 | 13 czerwca 2007 |
| 43 | 4 | Gdzie jest kurde Oscar Goldman? Where in the Fuck Is Oscar Goldman?      | Mike Clattenburg | Mike Clattenburg, John Paul Tremblay, Robb Wells, Mike Smith, Jonathan Torrens, Iain MacLeod | 7 maja 2006      | 18 czerwca 2007 |
| 44 | 5 | Halloween 1977                                                           | Mike Clattenburg | Mike Clattenburg, John Paul Tremblay, Robb Wells, Mike Smith, Jonathan Torrens, Iain MacLeod | 14 maja 2006     | 19 czerwca 2007 |
| 45 | 6 | Wyskakuj z kasy albo Randy zginie Gimme My Fucking Money or Randy's Dead | Mike Clattenburg | Mike Clattenburg, John Paul Tremblay, Robb Wells, Mike Smith, Jonathan Torrens, Iain MacLeod | 21 maja 2006     | 20 czerwca 2007 |

## Sezon 7 (2007)
| Nr | #  | Tytuł | Reżyseria        | Scenariusz                                                                     | Premiera         | Premiera            |
| -- | -- | --- | ---------------- | ------------------------------------------------------------------------------ | ---------------- | ------------------- |
| 46 | 1  | Cholernie tęsknię za Corym i Trevorem I Fuckin' Miss Cory and Trevor                                        | Mike Clattenburg | Mike Clattenburg, John Paul Tremblay, Robb Wells, Iain MacLeod, Timm Hannebohm | 8 kwietnia 2007  | 13 września 2007    |
| 47 | 2  | Machnąłem Lucy bachora... wielkie mi halo I Banged Lucy and Knocked Her Up...No Big Deal                    | Mike Clattenburg | Mike Clattenburg, John Paul Tremblay, Robb Wells, Iain MacLeod, Timm Hannebohm | 15 kwietnia 2007 | 18 września 2007    |
| 48 | 3  | Trzech porządnych facetów nie żyje Three Good Men are Dead                                                  | Mike Clattenburg | Mike Clattenburg, John Paul Tremblay, Robb Wells, Iain MacLeod, Timm Hannebohm | 22 kwietnia 2007 | 19 września 2007    |
| 49 | 4  | Towarzysze drogi Friends of the Road                                                                        | Mike Clattenburg | Mike Clattenburg, John Paul Tremblay, Robb Wells, Iain MacLeod, Timm Hannebohm | 29 kwietnia 2007 | 20 września 2007    |
| 50 | 5  | Musztardowy Tygrys The Mustard Tiger                                                                        | Mike Clattenburg | Mike Clattenburg, John Paul Tremblay, Robb Wells, Iain MacLeod, Timm Hannebohm | 6 maja 2007      | 25 września 2007    |
| 51 | 6  | Anioły bez skrzydeł nazywamy przyjaciółmi We Can't Call People Without Wings Angels So We Call Them Friends | Mike Clattenburg | Mike Clattenburg, John Paul Tremblay, Robb Wells, Iain MacLeod, Timm Hannebohm | 13 maja 2007     | 26 września 2007    |
| 52 | 7  | Skok przez cheeseburgera Jump the Cheeseburger                                                              | Mike Clattenburg | Mike Clattenburg, John Paul Tremblay, Robb Wells, Iain MacLeod, Timm Hannebohm | 20 maja 2007     | 27 września 2007    |
| 53 | 8  | Wódka nas poprowadzi Let the Liquor Do the Thinking                                                         | Mike Clattenburg | Mike Clattenburg, John Paul Tremblay, Robb Wells, Iain MacLeod, Timm Hannebohm | 27 maja 2007     | 2 października 2007 |
| 54 | 9  | Szalona jazda ekspresem Swayze Going Off the Rails On the Swayzie Train                                     | Mike Clattenburg | Mike Clattenburg, John Paul Tremblay, Robb Wells, Iain MacLeod, Timm Hannebohm | 3 czerwca 2007   | 3 października 2007 |
| 55 | 10 | Środkiem zasranej rzeki A Shit River Runs Through It                                                        | Mike Clattenburg | Mike Clattenburg, John Paul Tremblay, Robb Wells, Iain MacLeod, Timm Hannebohm | 10 czerwca 2007  | 4 października 2007 |

## Sezon 8 (2014)
| Nr | #  | Tytuł                                               | Reżyseria        | Scenariusz                                 | Premiera        | Premiera     |
| -- | -- | --------------------------------------------------- | ---------------- | ------------------------------------------ | --------------- | ------------ |
| 56 | 1  | Money Can Suck My Cock                              | Warren P. Sonoda | Mike Smith, John Paul Tremblay, Robb Wells | 5 września 2014 | nieemitowany |
| 57 | 2  | The Fuckin' V-Team                                  | Warren P. Sonoda | Mike Smith, John Paul Tremblay, Robb Wells | 5 września 2014 | nieemitowany |
| 58 | 3  | The Dirty Dancer                                    | Warren P. Sonoda | Mike Smith, John Paul Tremblay, Robb Wells | 5 września 2014 | nieemitowany |
| 59 | 4  | Orangie's Pretty Fuckin' Tough                      | Warren P. Sonoda | Mike Smith, John Paul Tremblay, Robb Wells | 5 września 2014 | nieemitowany |
| 60 | 5  | Whore-A-Geddon                                      | Ron Murphy       | Mike Smith, John Paul Tremblay, Robb Wells | 5 września 2014 | nieemitowany |
| 61 | 6  | Friends with the Benedicts                          | Ron Murphy       | Mike Smith, John Paul Tremblay, Robb Wells | 5 września 2014 | nieemitowany |
| 62 | 7  | Community Service and a Boner Made with Love        | Cory Bowles      | Mike Smith, John Paul Tremblay, Robb Wells | 5 września 2014 | nieemitowany |
| 63 | 8  | The Super-Duper-Industrial-Bubbles-Honey-Oil-Inater | Cory Bowles      | Mike Smith, John Paul Tremblay, Robb Wells | 5 września 2014 | nieemitowany |
| 64 | 9  | Righties Loosies, Lefties Tighties                  | John Dunsworth   | Mike Smith, John Paul Tremblay, Robb Wells | 5 września 2014 | nieemitowany |
| 65 | 10 | Crawling Through the Shitpipe                       | Jay Baruchel     | Mike Smith, John Paul Tremblay, Robb Wells | 5 września 2014 | nieemitowany |

## Sezon 9 (2015)
| Nr | #  | Tytuł                                 | Reżyseria        | Scenariusz                                                   | Premiera      | Premiera     |
| -- | -- | ------------------------------------- | ---------------- | ------------------------------------------------------------ | ------------- | ------------ |
| 66 | 1  | Why in the Fuck Is My Trailer Pink?   | Ron Murphy       | Mike Smith, John Paul Tremblay, Robb Wells, Jonathan Torrens | 27 marca 2015 | nieemitowany |
| 67 | 2  | A Stable Fucking Environment          | Ron Murphy       | Mike Smith, John Paul Tremblay, Robb Wells, Jonathan Torrens | 27 marca 2015 | nieemitowany |
| 68 | 3  | Anointed in Liquor                    | Ron Murphy       | Mike Smith, John Paul Tremblay, Robb Wells, Jonathan Torrens | 27 marca 2015 | nieemitowany |
| 69 | 4  | George Green: Industrial Cock Inhaler | Jonathan Torrens | Mike Smith, John Paul Tremblay, Robb Wells, Jonathan Torrens | 27 marca 2015 | nieemitowany |
| 70 | 5  | The Motel Can't Live at the Motel     | Jonathan Torrens | Mike Smith, John Paul Tremblay, Robb Wells, Jonathan Torrens | 27 marca 2015 | nieemitowany |
| 71 | 6  | Sweet Liquory Load                    | Jonathan Torrens | Mike Smith, John Paul Tremblay, Robb Wells, Jonathan Torrens | 27 marca 2015 | nieemitowany |
| 72 | 7  | Piss                                  | Cory Bowles      | Mike Smith, John Paul Tremblay, Robb Wells, Jonathan Torrens | 27 marca 2015 | nieemitowany |
| 73 | 8  | A Dancer for Money                    | Cory Bowles      | Mike Smith, John Paul Tremblay, Robb Wells, Jonathan Torrens | 27 marca 2015 | nieemitowany |
| 74 | 9  | Sam-Squamptches and Heli-Cocksuckers  | Warren P. Sonoda | Mike Smith, John Paul Tremblay, Robb Wells, Jonathan Torrens | 27 marca 2015 | nieemitowany |
| 75 | 10 | The Liquor Snurf                      | Warren P. Sonoda | Mike Smith, John Paul Tremblay, Robb Wells, Jonathan Torrens | 27 marca 2015 | nieemitowany |